# 朝比奈拓見
朝比奈 拓見（あさひな たくみ、1980年12月3日 - ）は、日本の男性声優。大阪府出身。ケンユウオフィス所属。

## 来歴
スクールデュオ、talk back卒業。
以前はTABプロダクションに所属していた。

## 人物
趣味はプラモデル、ドラム、読書、ゲーム。特技はギター、ベース。
資格は普通自動二輪免許。

## 出演
太字はメインキャラクター。

### テレビアニメ
2007年
- 結界師（夜行の少年）

2008年
- かんなぎ（キューティーの敵）
- モノクローム・ファクター（バンドの学生）

2011年
- レベルE（コリン）

2012年
- あらしのよるに 〜ひみつのともだち〜（リス2）
- エリアの騎士（桂木隼人）

2014年
- 金田一少年の事件簿R（霧沢透）

2015年
- 俺物語!!（中学生の友達3）
- ドラえもん（テレビ朝日版第2期）（ドライバー）
- ルパン三世 PART IV（手下B、スカウトA）

2018年
- ルパン三世 PART5（ピーカブー）
- 僕のヒーローアカデミア（2018年 - 2020年、クロノスタシス） - 2シリーズ

2020年
- クレヨンしんちゃん（2020年 - 2022年、配達員、新聞部部長）

2024年
- ザ・ファブル（貝沼悦司）
- シンカリオン チェンジ ザ ワールド（四条鞍馬）

### 劇場アニメ
- ねらわれた学園（2012年、百瀬さとし）

### OVA
- 間の楔 第2期（2012年、ジークスE）

### ゲーム
- スターオーシャン5 Integrity and Faithlessness（2016年、ガブリエ・セレスタ）
- 幻獣契約クリプトラクト（2017年 - 2022年、ルシファー、ローグ）

### ドラマCD
- 國崎出雲の事情（圭）
- 空と原（フジノ）

### BLCD
- おやじな! 〜千夏と巴の場合〜（三十路裕介）
- かわいい悪魔（隣の委員長）
- 黒い愛情（警備員）
- ご主人様と犬 2（金谷、ホストA）
- すべてはこの夜に（ヒデオ）
- ちんつぶ 3（男子生徒）
- 沈黙の狼（不良）
- 月夜に恋する盗賊さん（石の都の兵士）
- ヒミツの新薬実験中!（大友史昭）
- Voice（クラスメイト）
- みづいろとぴんく、それからだいだい。（三年生）
- 予感（ファンC）
- ラブネコ（生徒）
- Lovely Sick 〜恋愛疾患〜

### 吹き替え

#### 映画
- エルカミーノ: ブレイキング・バッド THE MOVIE（スキニー・ピート〈チャールズ・ベイカー〉[4]）
- エンダーのゲーム（フライ・モロ〈ブランドン・スー・フー〉）
- ゾーイの秘密アプリ
- ネバーランド（トゥートルズ）

#### ドラマ
- ヴェロニカ・マーズ3（チャールストン）
- WITHOUT A TRACE/FBI 失踪者を追え!（ウィル、メイソン）
- ボバ・フェット/The Book of Boba Fett（スカッド〈ジョーダン・ボルジャー〉）
- 神々の晩餐 -シアワセのレシピ-（チャン・ミソ）
- キャシアン・アンドー（ネミック〈アレックス・ローサー〉）
- グッド・ワイフ（スペンサー）
- クリミナル・マインド7 FBI行動分析課（デイモン）
- 賢后 衛子夫（衛青〈シェン・タイ〉[5]）
- 孔子（定公）
- デスパレートな妻たち5（チャーリー）
  - デスパレートな妻たち6（ダニー・ボーレン）
- 花ざかりの君たちへ For You Full Blossom（ソン・ジョンミン）
- パワーレンジャー SUPER SAMURAI（テリー・ワタナベ）
- VEGAS/ベガス（ディクソン・ラム）
- ペク・ドンス（ヤン・チョリプ〈ホン・グギョン〉）
- BONES（イーライ）
- 名探偵モンク6（エリック）
- 不良〈ヤンキー〉ですね（ホア・リンロン）

#### テレビ番組
- プロジェクト・ランウェイ6（マルヴィン）

#### アニメ
- アルティメット・スパイダーマン ウェブ・ウォーリアーズ（マイルス・モラレス）
- カーズ2（レッドホーク）
- ザ・リプレイス 大人とりかえ作戦（フリームの部下）
- トロン：ライジング（ボーディ）
- ベン10 オムニバース（コルボ）
- リトル・マーメイドIII はじまりの物語（人魚の青年）